# 中华人民共和国第十四届冬季运动会
中华人民共和国第十四届冬季运动会（官方簡稱「十四冬」），是中華人民共和國第十四屆全國冬季運動會，本次冬運會设8个大项16个分项176个小项，是历届全国冬季运动会中规模最大、项目最多、标准最高的一届。賽事原計劃於2020年2月16日在內蒙古自治區呼倫貝爾市開幕，但受2019冠狀病毒病疫情影響，十四冬延期至2024年2月17至27日舉行，其中72個金牌賽事提前於開閉幕式前舉行。

## 沿革
2020年1月26日，因2019冠状病毒病疫情嚴峻，第十四届冬运会组委会宣布，十四冬将推迟举行，具体事宜待相关部门批复后另行通知。
2022年12月27日，国家体育总局宣布第十四届冬季运动会将延遲至2024年2月17日至27日举行。
2023年2月17日，“十四冬”倒计时一周年新闻发布会在内蒙古自治区呼伦贝尔市举行，会上宣布“十四冬”将于2024年2月17日开幕。而2026年米兰冬奥会的比赛项目將首次在“十四冬”全部设项，成年组共设8个大项16个分项176个小项。
2023年3月6日，内蒙古自治区体育局召开筹办十四冬动员大会。内蒙古自治区体育局党组书记王征宇出席会议并讲话。内蒙古自治区体育局局长杜伯军主持会议。
2023年5月8日，十四冬志愿者招募工作正式启动，志愿者可通过“志愿内蒙古”微信公众号及“十四冬”志愿者招募官方网站報名。
2023年7月13日，冰球男女公開組比賽率先在呼倫貝爾開賽。
2023年11月9日，十四冬倒计时100天誓师动员大会9日在内蒙古自治区呼和浩特市举行。国家体育总局副局长李颖川表示，筹办工作已进入全力冲刺、全面攻坚、决战决胜的关键阶段；内蒙古自治区体育局局长杜伯军表示，目前各赛区已完成改造升级，内蒙古各赛区承办的9场资格赛已经完赛4场，其余资格赛将于2024年1月上旬前陆续完成。
2024年1月7日開始，冰壶、短道速滑、花样滑冰等项目的门票已经陆续通过网上渠道开始发售，线下售票于1月9日启动。
2024年2月3日，十四冬火炬傳遞早上在滿洲里市開始，沿途經過陳巴爾虎旗、海拉爾區，到達主會場內蒙古自治區冰上運動訓練中心，線路總長度230公裡，共14個重要節點，總用時約6小時。65名“十四冬”火炬手將採用跑步、騎馬、汽車、四輪雪地摩托等形式參與傳遞。第一位火炬傳遞手為王桂芳，來自呼倫貝爾市，在十年的速滑生涯中先后4次打破全国纪录，获得10次全国冠军。最後一位火炬傳遞手為短道速滑運動員宋桂旭，於下午3:05分到达内蒙古冰上运动训练中心並將圣火火种存于火种灯内。
2024年2月5日，十四冬开幕式第四次全要素演练舉行，此次演练完全按照开幕式当日流程进行並基本达到了预期目标。
2024年2月17日，十四冬开幕式在內蒙古自治區冰上運動訓練中心速滑館順利舉行。
2024年2月27日，十四冬閉幕式在呼倫貝爾大劇院完滿閉幕。

## 宣傳

### 办赛理念
十四冬採取“绿色、共享、开放、廉洁”的辦賽理念，现有已建成場館將被充分利用（由呼伦贝尔、赤峰、乌兰察布等地承办绝大多数项目）；而雪橇、雪车項目將在北京冬奥场馆舉行，以用好冬奧遺產。

### 会徽及吉祥物
十四冬的会徽为“冬之韵”，以蒙古文“冬”字字形为创意基础，将蒙汉两种文字“冬”的字形融为一体，呈现了内蒙古作为“模范自治区”，各族人民守望相助、万众一心，打造祖国北疆亮丽风景线、同心共筑中国梦的坚定决心和信心，传递了内蒙古办好第十四届全国冬季运动会、推动中国冰雪运动发展的不懈努力和追求。会徽整体呈现一种旋转升腾的“势”，寓意体育事业高速高质发展，助力提高全民健康水平，倡导追求积极向上、阳光健康的生活方式。吉祥物以蒙古族儿童为创意原型，设计了娃娃形象——男孩“安达”和女孩“赛努”，名字组合后的蒙古语意思是“朋友你好”，传递了内蒙古对全国人民的诚挚邀请。

### 宣傳片
2024年1月17日，“十四冬”兩部宣传片在網上正式发布，分別為《相約十四冬 魅力內蒙古》和《大美内蒙古 相约十四冬》。《相約十四冬 魅力內蒙古》以蒙古馬精神為主題，以民歌《敕勒川》貫穿全片，通過“踏雪行”、“馳如飛”、“勢如雷”、“夢圓時”等篇章，展示冰雪運動激烈、精彩、絢爛的獨特魅力，展現各族兒女拼搏進取的最美姿態。《大美內蒙古 相約十四冬》涵蓋“奮進之美”、“豐收之美”、“開放之美”、“生態之美”、“和諧之美”和“競技之美”六大篇章，用一幅幅北疆大地的唯美畫面，多樣展示廣袤內蒙古大地的大美和美壯美，立体呈现新时代以来北疆大地的蓬勃生机和昂扬奋进之姿，描绘出生态优先、绿色发展的动人图景。

### 會歌
十四冬會歌為《冰雪之约》，由乌兰纳日作詞，乌兰托嘎作曲，由呼斯楞、烏蘭圖雅、李德戈景等7位青年藝術家深情演繹，傳遞頑強拼搏、奮勇爭先的體育精神，向全國人民發出邀約，盛情邀請八方賓朋相約“十四冬”，共赴冰雪盛會。

### 音樂MV
2024年2月14日，第十四届全国冬季运动会筹备委员会宣传部正式發佈十四冬的音樂MV《寻梦而来》。

## 後勤

### 媒體轉播
十四冬主媒体中心为媒体记者提供赛事报道所需的各类设施与服务，协助媒体将各类新闻报道从这里传向世界，让更多人关注“十四冬”。

### 交通
- 天骄航空：負責運營聯繫各賽區的空中運輸工作（海拉尔-扎兰屯-呼和浩特航线），該航線於2月16日至2月27日间以每天一班的形式執行，並以“十四冬号”冠名飞机執飛。[25]

## 代表團（決賽）

### 行政區單位
- 內蒙古自治區（199）[26]
- 新疆維吾爾自治區（52）[27]
- 遼寧省（164）[28]
- 黑龍江省（293）[29]
- 吉林省（216）[30]
- 山東省（43）[31]
- 山西省（76）[32]
- 河北省（198）[33]
- 北京市（188）[34]
- 天津市（105）[35]
- 重慶市（47）[36]
- 四川省（252）[37]
- 青海省（42） [38]
- 西藏自治區（14） [39]
- 貴州省（33）[40]
- 雲南省（69）[41]
- 湖北省（73）[42]
- 湖南省（5）[43]
- 陝西省（101）[44]
- 甘肅省（23）[45]
- 寧夏回族自治區（50）[46]
- 上海市（42）[47]
- 浙江省（37）[48]
- 安徽省（45）[49]
- 江蘇省（11）[50]
- 江西省（16）[51]
- 福建省（20）[52]
- 廣西壯族自治區（29）[53]
- 廣東省（72）[54]
- 新疆生產建設兵團[註 1]
- 中國石油體育協會[註 2]
- 香港特別行政區（40）[55]
- 澳門特別行政區（3）[56]

注：代表團人數以官網提供為準

### 獨立單位
- 北京舞蹈学院（2）[57]
- 冰之梦（北京）体育文化发展有限公司（2）[58]
- 北京黑海磐石体育发展有限公司（2）[59]
- 北京市延庆区梦起源冰雪体育俱乐部（2）[60]
- 长春明星冰雪体育有限公司（1）[61]
- 东北师范大学（2）[62]
- 山东体育学院（1）[63]
- 上海市静安区滑雪协会（3）[64]
- 個人：王子桁（1）[65]

注：代表團人數以官網提供為準

## 比賽場館
內蒙古賽區：
- 内蒙古冰上运动训练中心（速度滑冰館、短道/花樣滑冰館、冰球冰壺館）：開幕式、花樣滑冰、短道速滑、速度滑冰、冰壺、冰球[67]
- 呼倫貝爾扎兰屯金龙山滑雪场：滑雪登山、單板滑雪、自由式滑雪[68]
- 赤峰喀喇沁旗美林谷滑雪场：单板滑雪[69]
- 乌兰察布凉城岱海滑雪场：越野滑雪、單板滑雪障碍追逐、自由式滑雪障碍追逐、冬季兩項[70]
- 呼和浩特东河冰场：越野滑雪和速度滑冰聯合賽事（群眾賽事）[71][72]
- 呼倫貝爾大劇院：閉幕式

延慶/張家口賽區：
- 國家雪車雪橇中心：雪车、鋼架雪車、雪橇
- 國家高山滑雪中心：高山滑雪
- 國家跳台滑雪中心：跳台滑雪
- 国家冬季两项中心：北欧两项

## 比赛项目
- 速度滑冰（詳細）
- 短道速滑（詳細）
- 花式滑冰（詳細）
- 高山滑雪（詳細）
- 越野滑雪（詳細）
- 跳台滑雪（詳細）
- 自由式滑雪（詳細）
- 单板滑雪（詳細）
- 北欧两项（詳細）
- 冬季两项（詳細）
- 冰球（詳細）
- 冰壶（詳細）
- 雪车（詳細）
- 钢架雪车（詳細）
- 雪橇（詳細）
- 滑雪登山（詳細）

## 開閉幕式
开闭幕式团队采用地屏、立屏、顶部环形投影等多种影像载体，多维立体，构建全景空间。巧妙利用冰面，打造专业赛道与科技舞台融合一体的表演空间。利用AR虚拟视效突破室内体育馆场地空间限制，在虚与实的交互中展现“中国风范、民族风采、北疆韵味、运动活力、体育精神”。

### 開幕式
十四冬開幕式於2024年2月17日下午八時在內蒙古冰上運動訓練中心速度滑冰館舉行，时长80多分钟，開幕式前後分別設有30分鐘暖場節目、30分鐘的文藝演出和煙花匯演。

### 閉幕式
十四冬閉幕式27日在呼倫貝爾大劇院舉行，依旧秉承简约、安全、精彩的理念，主要分为仪式和文艺展演两部分。其中，仪式部分还包括体育道德风尚奖颁奖仪式和下一届冬运会举办地的展示环节《冬韵山海间》。

## 比賽日程
2023年11月27日，國家体育总局办公厅發布关于公布第十四届全国冬季运动会竞赛总日程（1.0版），宣布十四冬的賽程。

### 開幕式前賽程安排
- 冰球：2023年7月13日至22日（女子公开组）、7月28日至8月6日（男子公開組）
- 雪车：2023年11月23日至28日
- 钢架雪车：2023年11月24日至27日
- 雪橇：2023年12月16日至17日
- 冰壶（青年组）：2024年1月9日至17日
- 速度滑冰（公开组）：2024年1月11日至14日
- 短道速滑（青年组）：2024年1月11日至14日
- 速度滑冰、越野滑雪（群眾賽事）：2024年1月13-14日[72]
- 花样滑冰（青年组）：2024年1月17日至19日
- 单板滑雪平行大回转：2024年1月22日至25日
- 北欧两项：2024年1月25日至28日
- 跳台滑雪：2024年1月31日至2月4日
- 高山滑雪：2024年1月29日至2月4日
- 滑雪登山：2024年1月30日至2月1日

### 開閉幕式期間賽程安排
| 開幕 | 開幕式 | ● | 比賽 | 1 | 決賽 | 閉幕 | 閉幕式 |

| 时间 2024年2月                 | 14日 | 15日 | 16日 | 17日 | 18日 | 19日 | 20日 | 21日 | 22日 | 23日 | 24日 | 25日 | 26日 | 27日 | 金牌 总数 |
| ------------------------------ | ---- | ---- | ---- | ---- | ---- | ---- | ---- | ---- | ---- | ---- | ---- | ---- | ---- | ---- | --------- |
| 仪式                           |      |      |      | 開幕 |      |      |      |      |      |      |      |      |      | 閉幕 |           |
| 短道速滑（公開組）             |      | ●    | 3    | 2    | 4    |      |      |      |      |      |      |      |      |      | 9         |
| 花樣滑冰（公開組）             |      |      |      |      |      |      |      | ●    | 1    |      | ●    | 2    | 2    |      | 5         |
| 速度滑冰（青年組）             |      |      |      |      |      |      |      |      |      |      | 4    | 3    | 2    | 2    | 12        |
| 冰壺（公開組）                 | ●    | ●    | ●    | ●    | ●    | ●    | 1    | ●    | ●    | ●    | ●    | ●    | 1    | 1    | 3         |
| 冰球（青年組）                 |      |      | ●    |      | ●    | ●    | ●    | ●    | ●    | ●    | ●    | ●    | 1    | 1    | 2         |
| 自由式滑雪空中技巧             |      |      |      |      |      |      |      | 2    | 2    | 1    | 1    |      |      |      | 6         |
| 自由式滑雪雪上技巧             |      |      |      |      | 2    | 2    |      |      |      |      |      |      |      |      | 4         |
| 單板滑雪U型場地技巧            |      | ●    | ●    | 4    |      |      |      |      |      |      |      |      |      |      | 4         |
| 自由式滑雪U型場地技巧          |      |      |      |      |      |      |      |      |      |      | ●    | ●    | 4    |      | 4         |
| 單板式滑雪大跳台和坡面障礙技巧 |      |      |      |      |      |      |      |      | 2    | 2    | ●    | ●    | 4    |      | 8         |
| 自由式滑雪大跳台和坡面障礙技巧 |      |      |      | 2    |      |      |      |      | 1    | 1    |      |      |      |      | 4         |
| 單板滑雪障礙追逐               |      |      |      | ●    |      | 4    |      | 1    |      |      |      |      |      |      | 5         |
| 自由式滑雪障礙追逐             |      |      |      |      | ●    |      | 4    |      |      |      |      |      |      |      | 4         |
| 越野滑雪                       | 2    |      | 2    | 2    |      | 2    |      | 2    |      | 2    | 2    | 2    | 2    |      | 18        |
| 冬季兩項                       |      | 2    | 2    |      | 2    |      | 2    |      | 2    | 1    |      |      |      |      | 11        |
| 金牌总数                       | 2    | 2    | 7    | 10   | 8    | 8    | 9    | 9    | 5    | 4    | 7    | 7    | 17   | 4    | 99        |
| 时间 2024年2月                 | 14日 | 15日 | 16日 | 17日 | 18日 | 19日 | 20日 | 21日 | 22日 | 23日 | 24日 | 25日 | 26日 | 27日 | 金牌 总数 |

## 獎牌榜
| 排名 | 代表团           | 金牌  | 銀牌 | 銅牌 | 总数  |
| ---- | ---------------- | ----- | ---- | ---- | ----- |
| 1    | 吉林省           | 40.25 | 32   | 20   | 92.25 |
| 2    | 黑龍江省         | 30.25 | 30.5 | 26   | 86.75 |
| 3    | 北京市           | 19.75 | 7.25 | 12   | 39    |
| 4    | 河北省           | 15.75 | 18.5 | 15   | 49.25 |
| 5    | 遼寧省           | 13    | 10   | 15   | 38    |
| 6    | 內蒙古自治區     | 9     | 7.25 | 13   | 29.25 |
| 7    | 四川省           | 7     | 6.5  | 8    | 21.5  |
| 8    | 河南省           | 5     | 4    | 9    | 18    |
| 9    | 重慶市           | 5     | 0    | 3    | 8     |
| 10   | 新疆維吾爾自治區 | 4.5   | 7    | 6    | 17.5  |
| 11   | 天津市           | 3.5   | 6.5  | 4.5  | 14.5  |
| 12   | 湖北省           | 3     | 5    | 5    | 13    |
| 13   | 陝西省           | 2.5   | 1.5  | 4.5  | 8.5   |
| 14   | 山东省           | 2.25  | 5    | 8.5  | 15.75 |
| 15   | 山西省           | 2     | 1    | 2    | 5     |
| 16   | 廣東省           | 1.25  | 3.5  | 2    | 6.75  |
| 17   | 雲南省           | 1     | 6    | 4    | 11    |
| 18   | 浙江省           | 1     | 4.75 | 2.5  | 8.25  |
| 19   | 辽宁省           | 1     | 1.5  | 1    | 3.5   |
| 20   | 寧夏回族自治區   | 1     | 1    | 0    | 2     |
| 21   | 貴州省           | 1     | 0    | 4    | 5     |
| 22   | 廣西壯族自治區   | 1     | 0    | 1    | 2     |
| 23   | 西藏自治區       | 1     | 0    | 0    | 1     |
| 24   | 上海市           | 0     | 4.25 | 2    | 6.25  |
| 25   | 福建省           | 0     | 2    | 1    | 3     |
| 26   | 甘肅省           | 0     | 2    | 0    | 2     |
| 27   | 湖南省           | 0     | 1    | 0    | 1     |
| 27   | 安徽省           | 0     | 1    | 0    | 1     |
| 29   | 青海省           | 0     | 1    | 0    | 1     |
| 29   | 江蘇省           | 0     | 1    | 0    | 1     |
| 總數 | 總數             | 171   | 170  | 166  | 507   |

## 冬運會歷史性首次
- 和以往的冬運會相比（以城市或區為運動員參賽單位），本次冬運會首次以省、自治区、直辖市为单位参赛，全面對標全運會。[72]
- 本次冬運會在全國冬運會史上首次設置青年組比賽。[75]
- 本次冬運會在全國冬運會史上首次将体能作为竞体比赛资格赛。[75]
- 本次冬運會在全國冬運會史上首次在速度滑冰、空中技巧等项目上设定进入决赛的最低成绩标准。[75]
- 本次冬運會在全國冬運會史上首次設置群眾比賽。[72]
- 本次冬運會在全國冬運會史上首次設置滑雪登山比賽，賽事全面對標2026年米兰-科尔蒂纳冬奥会。[78]

## 爭議

### 短道速滑比賽判罰不公
在短道速滑赛事的分組賽、半决赛和決賽均爭議多個爭議，如有省隊疑似作假賽（如吉林省隊和其聯合培養隊伍圍堵其他省別運動員）、裁判判罰和國際滑聯判罰準則不一、判罰無官方回放等，引起短道速滑愛好者不滿。賽後大量證實以上指控的貼文、影片被下架，官方直播平台央視頻更下架教練席位攝像頭，引起持續網絡關注和廣泛批評聲浪。對此，裁判組發出回應，表示裁判長「依据最新滑跑规则（對場上動作）做出判罚」，並張羅大部分證據；但裁判組聲明中的所謂「證據」判罰和場上判罰不符，和國際滑聯官方規則有偏差，因此解釋未能平息網民不滿。
2024年2月25日，国家体育总局竞技体育司司长、“十四冬”组委会常务副秘书长张新作出回應，表示联合培养機制可能因利益关联存在默契比赛等赛风赛纪风险。他亦留意到在‘十四冬’个别项目的半决赛、决赛中，出现了多名运动员实际上来自同一省份的情况，他表示在十四冬结束后，国家体育总局将对相关政策进行进一步优化完善，務求通过政策的导向作用，引领各省区市继续重视冬季项目发展，进一步加大自主培养人才力度，实现冬季项目竞技水平不断提高。

### 花樣滑冰比賽取消直播惹熱議
受到冰舞運動員柳鑫宇疑似自稱「賄賂裁判」、「強姦未成年少女」等風波影響，十四冬冰舞單項、團體賽和表演滑均取消直播亦無安排回放，引起觀眾不滿。

## 備註
1. ↑  在開幕式上，新疆生產建設兵團以代表團形式進場，但官網運動員資料並無關於此隊伍之資料
2. ↑  在開幕式上，中國石油體育協會以代表團形式進場，但官網運動員資料並無關於此隊伍之資料
3. ↑  受天氣影響，組委會决定将2月20日-21日单板滑雪大跳台项目青年组、公开组预赛决赛延期，调整为22日进行青年组预决赛、23日进行公开组预决赛。
4. ↑  受天氣影響，組委會决定将2月20日-21日的自由式滑雪坡面障碍技巧项目公开组男、女预赛决赛延期到22日进行公开组女子决赛、23日进行公开组男子决赛。
5. ↑  由於運動員代表單位可與十四冬參加單位簽訂聯合培養運動員協議（如培養單位為A省，但實際以B省名義出賽），運動員所屬代表團以官網成績所列出的「單位」為準；所屬聯合培養單位則不包括在此獎牌榜內。
6. ↑  由於雪車、雪橇和鋼架雪車的多人/團體項目容許跨省組隊，因此出現0.25、0.5和0.75的小數點獎牌

## 資料來源
1. 1 2 3 4  . 国家体育总局竞技体育司. 国家体育总局.   [2022-12-27]. （原始内容存档于2022-12-27）.
2. ↑  . 環球網 (央視新聞). 2024-02-08  [2024-02-08]. （原始内容存档于2024-02-08）.
3. ↑  . 人民網. 新華社. 2020-01-26  [2023-03-01]. （原始内容存档于2023-03-01）.
4. ↑  . 人民網. 2022年12月28日  [2023-03-01]. （原始内容存档于2023年6月2日）.
5. ↑  王春燕. . 新華網. 2023-02-17  [2023-03-01]. （原始内容存档于2023-03-01）.
6. ↑  黄璐超. . 2023-03-08  [2023-03-11]. （原始内容存档于2023-03-11）.
7. ↑  柴思源. . 內蒙古日報 (央廣網). 2023-05-08  [2023-05-08]. （原始内容存档于2023-05-09）.
8. ↑  贝赫; 王春燕. . 新華社. 2023-07-12  [2023-07-27]. （原始内容存档于2023-07-27）.
9. ↑  . 央視網 (新华网). 2023-11-09  [2024-02-03]. （原始内容存档于2024-02-03）.
10. ↑  邵婉云. . 央视网. 2024-01-07  [2024-02-04]. （原始内容存档于2024-02-04）.
11. ↑  李存霞; 朝波. . 人民網 (內蒙古日報). 2024-01-27  [2024-02-02]. （原始内容存档于2024-02-02）.
12. ↑  李存霞; 朝波; 怀特乌勒斯. . 内蒙古新闻网. 2024-02-03  [2024-02-03]. （原始内容存档于2024-02-03）.
13. ↑  王倩. . 中国科技网. 2024-02-04  [2024-02-04]. （原始内容存档于2024-02-08）.
14. ↑  . 內蒙古自治區人民政府. 呼伦贝尔市人民政府办公室.   [2024-02-07]. （原始内容存档于2024-02-07）.
15. ↑  白雪. . 人民日報 (內蒙古日報). 2024-02-18  [2024-02-23]. （原始内容存档于2024-02-23）.
16. ↑  慈鑫. . 中国青年报. 2024-02-27  [2024-02-27]. （原始内容存档于2024-02-27）.
17. ↑  . 天目新聞. 新華社. 2023-02-17  [2023-03-01]. （原始内容存档于2023-03-01）.
18. 1 2  . 亮丽阿右旗. 2023-11-16  [2024-02-03]. （原始内容存档于2024-02-03）.
19. ↑  蒋婧; 王春燕. . 央視網 (新华网). 2024-01-19  [2024-02-02]. （原始内容存档于2024-02-02）.
20. 1 2 3  柴思源. . 人民網 (內蒙古日報). 2024-01-18  [2024-02-03]. （原始内容存档于2024-02-03）.
21. ↑  许杨; 叶紫嫣. . 新华社. 2024-01-18  [2024-02-02]. （原始内容存档于2024-02-02）.
22. ↑  王佳宁. . 新華網. 新華社. 2024-01-18  [2024-02-03]. （原始内容存档于2024-02-03）.
23. ↑  路濱琪. . 新華社. 2024-02-14  [2024-02-15]. （原始内容存档于2024-02-15）.
24. ↑  何亮. . 科技日报. 2024-02-16  [2024-02-16]. （原始内容存档于2024-03-30）.
25. ↑  . 奔腾融媒. 新華社. 2024-02-16  [2024-02-16]. （原始内容存档于2024-02-16）.
26. ↑  . 中华人民共和国第十四届冬季运动会信息发布系统.   [2024-02-23]. （原始内容存档于2024-02-04）.
27. ↑  . 中华人民共和国第十四届冬季运动会信息发布系统.   [2024-02-23]. （原始内容存档于2024-02-04）.
28. ↑  . 中华人民共和国第十四届冬季运动会信息发布系统.   [2024-02-23]. （原始内容存档于2024-02-04）.
29. ↑  . 中华人民共和国第十四届冬季运动会信息发布系统.   [2024-02-23]. （原始内容存档于2024-02-04）.
30. ↑  . 中华人民共和国第十四届冬季运动会信息发布系统.   [2024-02-23]. （原始内容存档于2024-02-04）.
31. ↑  . 中华人民共和国第十四届冬季运动会信息发布系统.   [2024-02-23]. （原始内容存档于2024-02-04）.
32. ↑  . 中华人民共和国第十四届冬季运动会信息发布系统.   [2024-02-23]. （原始内容存档于2024-02-04）.
33. ↑  . 中华人民共和国第十四届冬季运动会信息发布系统.   [2024-02-23]. （原始内容存档于2024-02-04）.
34. ↑  . 中华人民共和国第十四届冬季运动会信息发布系统.   [2024-02-23]. （原始内容存档于2024-02-04）.
35. ↑  . 中华人民共和国第十四届冬季运动会信息发布系统.   [2024-02-23]. （原始内容存档于2024-02-04）.
36. ↑  . 中华人民共和国第十四届冬季运动会信息发布系统.   [2024-02-23]. （原始内容存档于2024-02-04）.
37. ↑  . 中华人民共和国第十四届冬季运动会信息发布系统.   [2024-02-23]. （原始内容存档于2024-02-04）.
38. ↑  . 中华人民共和国第十四届冬季运动会信息发布系统.   [2024-02-23]. （原始内容存档于2024-02-04）.
39. ↑  . 中华人民共和国第十四届冬季运动会信息发布系统.   [2024-02-23]. （原始内容存档于2024-02-04）.
40. ↑  . 中华人民共和国第十四届冬季运动会信息发布系统.   [2024-02-23]. （原始内容存档于2024-02-04）.
41. ↑  . 中华人民共和国第十四届冬季运动会信息发布系统.   [2024-02-23]. （原始内容存档于2024-02-04）.
42. ↑  . 中华人民共和国第十四届冬季运动会信息发布系统.   [2024-02-23]. （原始内容存档于2024-02-04）.
43. ↑  . 中华人民共和国第十四届冬季运动会信息发布系统.   [2024-02-23]. （原始内容存档于2024-02-04）.
44. ↑  . 中华人民共和国第十四届冬季运动会信息发布系统.   [2024-02-23]. （原始内容存档于2024-02-04）.
45. ↑  . 中华人民共和国第十四届冬季运动会信息发布系统.   [2024-02-23]. （原始内容存档于2024-02-04）.
46. ↑  . 中华人民共和国第十四届冬季运动会信息发布系统.   [2024-02-23]. （原始内容存档于2024-02-04）.
47. ↑  . 中华人民共和国第十四届冬季运动会信息发布系统.   [2024-02-23]. （原始内容存档于2024-02-04）.
48. ↑  . 中华人民共和国第十四届冬季运动会信息发布系统.   [2024-02-23]. （原始内容存档于2024-02-04）.
49. ↑  . 中华人民共和国第十四届冬季运动会信息发布系统.   [2024-02-23]. （原始内容存档于2024-02-04）.
50. ↑  . 中华人民共和国第十四届冬季运动会信息发布系统.   [2024-02-23]. （原始内容存档于2024-02-04）.
51. ↑  . 中华人民共和国第十四届冬季运动会信息发布系统.   [2024-02-23]. （原始内容存档于2024-02-04）.
52. ↑  . 中华人民共和国第十四届冬季运动会信息发布系统.   [2024-02-23]. （原始内容存档于2024-02-04）.
53. ↑  . 中华人民共和国第十四届冬季运动会信息发布系统.   [2024-02-23]. （原始内容存档于2024-02-04）.
54. ↑  . 中华人民共和国第十四届冬季运动会信息发布系统.   [2024-02-23]. （原始内容存档于2024-02-04）.
55. ↑  . 中华人民共和国第十四届冬季运动会信息发布系统.   [2024-02-23]. （原始内容存档于2024-02-04）.
56. ↑  . 中华人民共和国第十四届冬季运动会信息发布系统.   [2024-02-23]. （原始内容存档于2024-02-04）.
57. ↑  . 中华人民共和国第十四届冬季运动会信息发布系统.   [2024-02-23]. （原始内容存档于2024-02-04）.
58. ↑  . 中华人民共和国第十四届冬季运动会信息发布系统.   [2024-02-23]. （原始内容存档于2024-02-04）.
59. ↑  . 中华人民共和国第十四届冬季运动会信息发布系统.   [2024-02-23]. （原始内容存档于2024-02-04）.
60. ↑  . 中华人民共和国第十四届冬季运动会信息发布系统.   [2024-02-23]. （原始内容存档于2024-02-04）.
61. ↑  . 中华人民共和国第十四届冬季运动会信息发布系统.   [2024-02-23]. （原始内容存档于2024-02-04）.
62. ↑  . 中华人民共和国第十四届冬季运动会信息发布系统.   [2024-02-23]. （原始内容存档于2024-02-04）.
63. ↑  . 中华人民共和国第十四届冬季运动会信息发布系统.   [2024-02-23]. （原始内容存档于2024-02-04）.
64. ↑  . 中华人民共和国第十四届冬季运动会信息发布系统.   [2024-02-23]. （原始内容存档于2024-02-04）.
65. ↑  . 中华人民共和国第十四届冬季运动会信息发布系统.   [2024-02-23]. （原始内容存档于2024-02-04）.
66. 1 2  . 中国体育报 (新浪財經). 2023-03-01  [2023-03-01]. （原始内容存档于2023-03-01）.
67. ↑  . 中華人民共和國第十四屆冬季運動會. “十四冬”筹备委员会.   [2024-02-02]. （原始内容存档于2024-02-02）.
68. ↑  . 中華人民共和國第十四屆冬季運動會. “十四冬”筹备委员会.   [2024-02-02]. （原始内容存档于2024-02-02）.
69. ↑  . 中華人民共和國第十四屆冬季運動會. “十四冬”筹备委员会.   [2024-02-02]. （原始内容存档于2024-02-02）.
70. ↑  . 中華人民共和國第十四屆冬季運動會. “十四冬”筹备委员会.   [2024-02-02]. （原始内容存档于2024-02-02）.
71. ↑  晨曦. . 人民網. 2024-02-02  [2024-02-03]. （原始内容存档于2024-02-03）.
72. 1 2 3 4  梁婉珊; 魏婧宇. . 湖南日報. 新華社. 2024-01-20  [2024-02-03]. （原始内容存档于2024-03-05）.
73. ↑  钱景童. . 央视新闻. 2024-02-15  [2024-02-15]. （原始内容存档于2024-02-19）.
74. ↑  吳勇. . 人民網. 2024-02-08  [2024-02-11].
75. 1 2 3 4  刘艺琳; 寇雅楠. . 人民网－内蒙古频道. 2024-02-17  [2024-02-17]. （原始内容存档于2024-02-17）.
76. ↑  王春燕; 刘艺淳. . 新華社. 2024-02-27  [2024-02-27]. （原始内容存档于2024-02-27）.
77. ↑  . 国家体育总局竞技体育司. 竞技体育司.   [2023-11-27].
78. ↑  马丽侠. . 内蒙古新闻网. 2024-02-02  [2024-02-03]. （原始内容存档于2024-02-03）.
79. ↑  解冰昕. . 新華網. 2024-02-23  [2024-02-23]. （原始内容存档于2024-02-23）.
80. ↑  王春燕; 何磊静. . 新华社 (新华网). 2024-02-25  [2024-02-25]. （原始内容存档于2024-03-03）.
81. ↑  . 星島網. 2024-02-20  [2024-03-12]. （原始内容存档于2024-03-12）.